# ワルタリウス
「ワルタリウス」（羅: Waltharius）、あるいは「ヴァルターの歌」（ヴァルターのうた、独: Walthari-Lied）は、おそらく10世紀に成立した英雄叙事詩。ゲルマンの英雄アキテーヌのワルテルの功績を描いた1455行の六脚韻詩である。
ひとつ、あるいはいくつかの民間口承歌謡が材源として用いられたと考えられるが、それがどのような形式のものだったかは不明であり、口承の「ヴァルターの歌」から素材を借用した可能性もある。「ワルテルとヒルデグント」の物語の最も古いものは古英語の「ワルデレ」であるが、ほんの一部しか現存していない。

## 歴史
作者のザンクト・ガレン修道院修道士エッケハルトについては、エッケハルト4世として知られる、より後代のエッケハルトの著した『ザンクト・ガレン修道院史（Casus Sancti Galli ）』第80章に見られる彼についてのいくつかの報告によって知られる。これは多くの研究者によって議論されたが、ザンクト・ガレンの修道士ヘリマンヌスがのち(1075年ころ）に『聖ヴィボラダ伝』の中で「ワルタリウス」の第51節を引用しており、これがエッケハルト、一般に他と区別してエッケハルト1世とされる人物が書いたとしていることで立証された。彼がゲラルドゥスに師事した学生時代は遅くとも920年ごろで、エッケハルトが10人の修道士で構成される助祭になった957年ごろにはすでに若くはなかっただろう。エッケハルトは973年に死去した。
「ワルタリウス」はゲラルドゥスによってストラスブール司教アーチボルト（fl.965年 - 991年）に献上されたが、写本はそれ以前に流布しており、エッケハルト4世は詩のラテン語を訂正したと記載している。詩の中に見られるゲルマン人的な要素は彼の後援者マインツ大司教アリボを怒らせた。「ワルタリウス」はおそらくこんにち失われてしまった叙事詩に基づいているため、もしもエッケハルトがまだ十代のころに書いたものであるならば、彼は早熟でかなりの実力を備えていたに違いない。

## あらすじ
ワルタリウスは伝説が発達した5世紀ころの西ゴート王国の中心だったアキテーヌの統治者アルフェール（Alphere）の息子だった。アッティラは西へ向けて侵略し、西の諸公たちは恭順の意を示した。彼らは貢ぎ物と人質を差し出すことで、平和をあがなった。王ギビコ（Gibicho）は、ここではフランク族の王とされているが、ハガノ（Hagano、トロヤの一族であるが、ニーベルンゲン伝説では王家の縁者になっている）を、自分の幼い息子グンタリウスの代わりに差し出し、ブルグントの王ヘリリクス（Herirīcus）は娘のヒルトグント（Hiltgunt）を、アルフェールはワルタリウスを、人質としてアッティラの下へ送った。
ハガノとワルタリウスは戦友となり、アッティラの軍の先頭に立ち戦った。ヒルトグントは王妃の財宝の管理を任されるようになっていた。やがてグンタリウスは父の後を継ぎ、フン族への貢ぎ物を拒否すると、すぐにハガノもアッティラの宮廷から逃亡した。幼いころに婚約していたワルタリウスとヒルトグントは、フン族が饗宴で酔っぱらっている間に多くの財宝を持ち脱出に成功した。しかし彼らはウォルムスで消息をつかまれ、財宝はグンタリウスの欲望を刺激した。彼は12人の騎士に後を追わせたが、その中には気乗りしないハガノも含まれていた。ハガノは2人を追跡し、ヴォージュ山脈にあるヴァスゲンステイン（Wasgenstein）という場所で追いついた。ワルタリウスはニーベルングの騎士と1人ずつ戦ったが、全員が殺されるまでハガノは戦いから遠ざかり、翌日になってようやく戦友と剣を交えるようグンタリウスに説得された。ハガノは前日の守りの堅い陣地からワルタリウスを誘い出し、グンタリウスとハガノは二人掛かりで一度に攻撃をしかけた。結果としてグンタリウスは片足を、ワルタリウスは右手を、ハガノは右目と歯を6本失い戦闘不能になったが、彼らの傷をヒルトグントが手当し、互いに和解して友人として別れた。ワルタリウスは母国へ戻るとヒルトグントと結婚し、父の死後30年間国を治めた。

## 解説
この物語の主要な部分は、一騎討ちの連続である。物語に時折見られる矛盾は、伝説に多くの変更が導入されたことによるものだろう。『シズレクのサガ』（241章から244章）では、追跡者をフン族にして物語をあり得そうなものにしている。ハガノがもともとはヒルトグントの父だったと信じられる理由は、この物語が詩語法で語られるヒャズニングの戦いの異文だからである。ホグニ王の娘ヒルドは、ヒャッランディ（ヘオルレンダ、古英語: Heorrenda）の息子ヘジンに連れ去られた。父親と恋人の軍の戦いは、日没に中断するがヒルドが魔法をかけて死者を甦らせたため翌日には回復した。これは毎日繰り返される光と闇の争いの古い神話の形式と解釈されている。「ワルタリウス」の中で夜に見張りをしながらヒルトグントが歌った歌は、おそらく呪文だったのであろう。実際に、ポーランド語版でヒルトグントの一瞥が戦う者たちを奮い立たせ、新たな力を与えていることが、この見解を強く裏付ける。ヒルトグントはヒルダの獰猛さを持ち続けてはいないが、古英語の断章である「ワルデレ」では、もとの精神をより多く受け継いでいる様子が分かる。「ワルタリウス」ではワルタリウスに逃げるよう助言するヒルトグントが、「ワルデレ」では戦うように促すのである。
「ワルタリウス」のもっとも外延的な研究は、デニス・M・カルツによるもので、彼はこの詩は主人公の英雄的な倫理観を風刺するために、古典的な材源を洗練されたほのめかしに用いていると論じている。

## 写本
- ジャンブルー写本（Gemblours MS、ブリュッセル）
- ヒルシャウ写本（Hirschau MS、カールスルーエ）
- レーゲンスブルク写本（Regensburg MS、シュトゥットガルト）1338行目から1456行目までを欠く[4]
- エヒタナハ写本（Epternach MS、パリ）
- ザルツブルク写本（Salzburg MS、ウィーン）
- メトラッハ写本（Metlach MS、トリーア）
- エンゲルブルク断章（Engelberg fragment）

「ワルデレ」として知られる9世紀の古英語版である2つの断章は、それぞれが30行ほどあり、1860年にジョージ・スティーヴンス（George Stephens）に編集された。

## 刊本
1780年F. Ch. J.フィッシャーがレーゲンスブルク写本を底本としたものをライプツィヒで初めて刊行した。1783年にはFr. モルターがヒルシャウ写本でフィッシャー版の欠落部を補ってカールスルーエで出版し、同年中にドイツ語訳も出版した。
その後、1838年にはヤーコプ・グリムが少なくとも10以上の写本を参照して、ゲッティンゲンで校訂版（ Lateinische Gedichte des Mittelalters ）を出版したが、以降これがワルタリウス研究の礎となった。
ほかには、R. パイパー（ベルリン、1873年）、ジョセフ・ヴィクトル・フォン・シェッフル、A. ホルター（シュトゥットガルト、1874年）、マリオン・デクスター・ラーネッド（ボルチモア、1892年、 The Saga of Walther of Aquitaine ,「アキテーヌのワルテルの物語」ついての言語資料全集）、カール・ストレッカー（ヴァイマル、1951年）など。ドイツ語訳にはH. アルトホフ（ライプツィヒ、1892年）、カール・ラーンゴシュ（ダルムシュタット、1967年）などがある。
デニス・カルツは Garland Library of Medieval Literature A の13巻として、Waltharius, and Ruodlieb というタイトルで編訳した（ニューヨーク、Garland, 1984年）。より最近のものとしてはDallas Medieval Texts and Translationsシリーズが新たにラテン語のテキストと英語の翻訳である Waltharius をエイブラム・リング編訳および序文で出版した。これは 同シリーズの第22巻である（Louvain: Peeters, 2016）。

## 影響
シェッフルの小説『エッケハルト』（1887年、シュトゥットガルト）、B.シモンズの Deutsche Heldensage（1905年、ストラスブール）など。
ワルタリウスはスコットランドのバラッド「ブランド伯爵や「エールリントン」と比較される（フランシス・ジェームズ・チャイルド　 English and Scottish Popular Ballads, i. 88 seq.) 。